# Michael Mair
Michael Mair (ur. 13 lutego 1962 r.) – włoski narciarz alpejski. Najlepsze wyniki w Pucharze Świata osiągnął w sezonie 1987/1988, kiedy to zajął 10. miejsce w klasyfikacji generalnej, a w klasyfikacji zjazdu był drugi. Najlepszym wynikiem Maira na mistrzostwach świata było 10. miejsce w zjeździe podczas mistrzostw świata w Schladming. Zajął także 15. miejsce w zjeździe na Igrzyskach w Sarajewie.
Po zakończeniu kariery został trenerem. Prowadził między innymi żeńską reprezentację Włoch.

## Osiągnięcia

### Puchar Świata

#### Miejsca w klasyfikacji generalnej
- 1981/1982 – 42.
- 1982/1983 – 21.
- 1983/1984 – 42.
- 1984/1985 – 26.
- 1985/1986 – 11.
- 1986/1987 – 16.
- 1987/1988 – 10.
- 1988/1989 – 13.
- 1990/1991 – 88.
- 1991/1992 – 107.

#### Miejsca na podium
1. Madonna di Campiglio – 22 grudnia 1982 (supergigant) – 1. miejsce
2. Aspen – 6 marca 1983 (zjazd) – 2. miejsce
3. Laax – 7 stycznia 1984 (zjazd) – 3. miejsce
4. Val d’Isère – 7 grudnia 1985 (zjazd) – 1. miejsce
5. Kitzbühel – 18 stycznia 1986 (zjazd) – 3. miejsce
6. Crans-Montana – 3 lutego 1986 (kombinacja) – 2. miejsce
7. Åre – 21 lutego 1986 (zjazd) – 2. miejsce
8. Whistler – 15 marca 1986 (zjazd) – 2. miejsce
9. Val d’Isère – 5 grudnia 1986 (zjazd) – 3. miejsce
10. Val Gardena – 13 grudnia 1986 (zjazd) – 2. miejsce
11. Kitzbühel – 13 stycznia 1989 (zjazd) – 2. miejsce
12. Garmisch-Partenkirchen – 10 stycznia 1987 (zjazd) – 2. miejsce
13. Furano – 28 lutego 1987 (zjazd) – 3. miejsce
14. Val d’Isère – 7 grudnia 1987 (zjazd) – 3. miejsce
15. Leukerbad – 23 stycznia 1988 (zjazd) – 1. miejsce
16. Kitzbühel – 15 stycznia 1989 (kombinacja) – 3. miejsce